# Erethistes maesotensis
Erethistes maesotensis är en fiskart som beskrevs av Kottelat, 1983. Erethistes maesotensis ingår i släktet Erethistes och familjen Erethistidae. Inga underarter finns listade i Catalogue of Life.